# Crenadactylus tuberculatus
Crenadactylus tuberculatus — вид геконоподібних ящірок родини диплодактилідів (Diplodactylidae). Ендемік Австралії. Описаний у 2016 році.

## Поширення і екологія
Crenadactylus tuberculatus є ендеміками Північно-Західного півострова в Західній Австралії. Вони живуть на спінніфексових луках, що ростуть серед вапнякових скель Кейп-Рейджу та серед прибережних дюн.